# Iphiaulax sauteri
Iphiaulax sauteri är en stekelart som beskrevs av Günther Enderlein 1920. Iphiaulax sauteri ingår i släktet Iphiaulax och familjen bracksteklar. Inga underarter finns listade i Catalogue of Life.